# Barenton-Cel
Barenton-Cel là một xã ở tỉnh Aisne, vùng Hauts-de-France thuộc miền bắc nước Pháp.